# Allocyclops chappuisi
Allocyclops chappuisi – gatunek widłonoga z rodziny Cyclopidae. Opisał go w 1932 roku niemiecki zoolog Friedrich Kiefer.